# Daniele di Bonaventura
Daniele di Bonaventura (* 6. April 1966 in Fermo) ist ein italienischer Jazzmusiker (Bandoneon, auch Piano, Komposition).

## Leben und Wirken
Bonaventura begann bereits als Fünfjähriger, sich für Musik zu interessieren. Zunächst lernte er Klavier und Keyboards. Sein älterer Bruder macht ihn mit der Musik von Genesis bekannt, sein Vater mit den Opern von Puccini und Verdi. Bald entdeckte er den Jazz und die Folklore. Bonaventura studiert am Konservatorium klassische Komposition, um dann als klassischer Interpret zu arbeiten. Dann wechselte er zum Bandoneon.
Bonaventura versuchte von Anfang an, auf diesem Instrument seine eigene Sprache zu finden. Auf seinem Album Bandoneon & Bandoneon (2000) stellte er das Instrument der Klangwelt des Pianos gegenüber. Er ist in zahlreiche Projekte involviert: Neben seinem eigenen Quartett Band’Union spielt er im Duo mit dem Trompeter Paolo Fresu und in der Formation Mistico Mediterraneo mit dem korsischen Chor A Filetta, der die dortige Tradition des mehrstimmigen Gesangs pflegt. 2003 führte er mit der Marchigiana Philharmonia seine Suite für Bandoneon und Orchester auf, die vom gleichen Orchester in Auftrag gegeben wurde.
Bonaventura hat bei wichtigen italienischen und internationalen Festivals konzertiert wie Clusone Jazz 2001, Biennale di Venezia 2001, Sant’Anna Arresi Jazz 2004, Umbria Jazz 2015/2017, Deutsches Jazzfestival, JazzFest Berlin oder Jazz in Marciac. Weiterhin hat er gespielt mit Enrico Rava, Stefano Bollani, Oliver Lake, David Murray, Miroslav Vitouš, Rita Marcotulli, David Liebman, Toots Thielemans, Lenny White, Robin Kenyatta, Omar Sosa, Joanne Brackeen, Greg Osby, André Jaume, Furio Di Castri, U. T. Gandhi, Mathias Eick, Bendik Hofseth, Pierre Favre, Jaques Morelenbaum und Ivan Lins. 
Mit dem Pianisten Giovanni Ceccarelli entstanden die Alben Mare Calmo (2015) und Eu Te Amo (2018). Mit Band’Union (mit Marcello Peghin an der 10-saitigen Gitarre, dem Bassisten Felice del Gaudio und Alfredo Laviano an der Perkussion) legte er 2019 das Album Garofani Rossi vor, auf dem Lieder des Widerstands nach Art der Folklore Imaginaire interpretiert werden. Mit dem Oudspieler Elias Nardi und dem Bassisten Ares Tavolazzi  veröffentlichte er das Album Ghimel (Visage Music 2020). Gemeinsam mit Paolo Fresu und dem Akkordeonisten Pierpaolo Vacca entstand das Album Tango Macondo (Tuk Music, 2022). Er ist auch auf Alben mit Javier Girotto, Krzysztof Kobyliński und Gianni Coscia/Max De Aloe zu hören. Er hat zudem Filmmusiken verfasst, etwa zum Spielfilm Calcolo infinitesimale (von Roberto Minini Merot und Enzo Papetti, 2016) oder Wenn aus dem Himmel (von Fabrizio Ferraro, 2015).
Über ihn entstand der in France 3 ausgestrahlte Dokumentarfilm Monsieur di Bonaventura (von Cathy Rocchi 2015).